# Dominik Kwietniak
Dominik Kwietniak – polski matematyk, doktor habilitowany nauk matematycznych. Specjalizuje się w układach dynamicznych oraz teorii ergodycznej. Adiunkt Katedry Równań Różniczkowych Instytutu Matematyki Wydziału Matematyki i Informatyki Uniwersytetu Jagiellońskiego.

## Życiorys
Uczęszczał do V Liceum Ogólnokształcącego im. Augusta Witkowskiego w Krakowie. Matematykę ukończył na Uniwersytecie Jagiellońskim w 2002, gdzie następnie rozpoczął studia doktoranckie. Stopień doktorski uzyskał w 2006 broniąc pracy pt. Chaos w sensie Devaneya i jego odmiany a entropia topologiczna, przygotowanej pod kierunkiem Romana Srzednickiego. Habilitował się na macierzystej uczelni w 2017 na podstawie oceny dorobku naukowego i publikacji „Dynamika z punktu widzenia pojedynczych orbit: specyfikacja, śledzenie, entropia i dziedziczność”.
Swoje prace publikował w takich czasopismach jak m.in. „Proceedings of the American Mathematical Society”, „Ergodic Theory and Dynamical Systems”, „Chaos, Solitons & Fractals", „Nonlinear Analysis: Theory, Methods & Applications”, „Topology and its Applications" oraz „Journal of Mathematical Analysis and Applications".
Należy do Polskiego Towarzystwa Matematycznego.